# Cunlhat
Cunlhat è un comune francese di 1 343 abitanti situato nel dipartimento del Puy-de-Dôme nella regione dell'Alvernia-Rodano-Alpi.

Vi nacque il pittore André Eugène Costilhes (1865-1940)

## Società

### Evoluzione demografica
Abitanti censiti